# Fagin
Fagin é um antagonista do romance ficcional Oliver Twist de Charles Dickens. No prefácio do romance ele é descrito como um "receptor de bens roubados", mas no texto ele é mais frequentemente identificado como o "senhor de idade alegre" ou simplesmente "o judeu". Ele é o líder de um grupo de crianças (Artful Dodger e Charley Bates entre eles) a quem ensina furtar e outras atividades criminosas, em troca de abrigo. Um traço distintivo é a sua utilização insincera, constante da frase "meu querido", ao abordar os outros. No romance, ele é dito por um outro personagem, Monks, que já fez outras crianças criminosas. Bill Sikes, um dos grandes vilões de Oliver Twist, é sugerido ser um dos antigos alunos de Fagin, e Nancy, amante de Sikes, é confirmada como tal.
Embora retratado com humor, Fagin é um avarento confesso que, apesar da riqueza que ele adquiriu, faz muito pouco para melhorar as vidas miseráveis dos filhos que ele adota. No segundo capítulo da sua aparição, ele é mostrado (quando fala para si mesmo) que se importa pouco pelo bem-estar deles. A personalidade sombria do personagem é mostrada quando ele bate em Artful Dodger por não trazer Oliver de volta; e em seu próprio envolvimento com várias parcelas e esquemas de toda a história. Ele indiretamente, mas intencionalmente provoca a morte de Nancy por falsamente informar Sikes que ela o havia traído, quando na realidade ela tinha protegido Sikes da justiça; depois Sikes a mata. Perto do fim do livro, Fagin é capturado e sentenciado à forca, em um capítulo que o retrata como lamentável em sua angústia.
Na cultura popular, Fagin (ou pelo menos o seu nome) é usado para comparar adultos que usam crianças para atividades ilegais.

## Alegações de antisemitismo

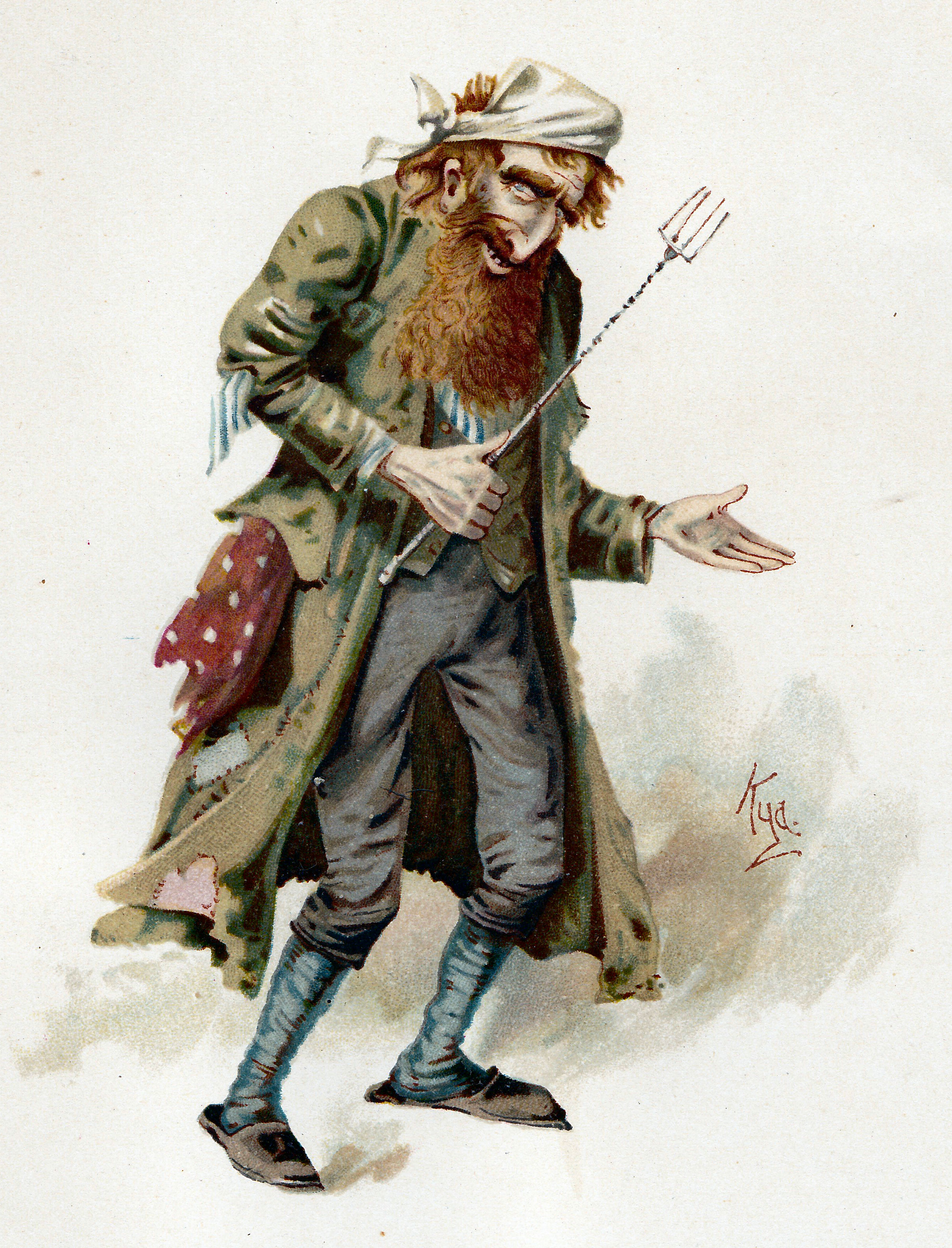
Fagin em uma versão colorida

Fagin tem sido assunto de muito debate sobre o antissemitismo, durante a vida de Dickens e nos tempos modernos. Em uma introdução a uma reedição do Oliver Twist em 1981, por exemplo, Irving Howe escreveu que Fagin foi considerado um "arquetípico de vilão judaico." Os primeiros 38 capítulos do livro referem-se a Fagin por sua origem racial e religiosa 257 vezes, chamando-o de "o judeu", contra 42 usos de "Fagin" ou "o velho". Em 2005, o romancista Norman Lebrecht escreveu que "a estigmatização mais viciosa de uma comunidade étnica dificilmente poderia ser imaginada e não foi por quaisquer meios não intencionais." Dickens, que tinha amplo conhecimento da vida nas ruas de Londres, escreveu que ele tinha feito Fagin judeu porque: "infelizmente era verdade, o tempo que a história se refere, a classe de criminosos quase sempre era um judeu". Afirma-se frequentemente que Fagin foi baseado em um criminoso judaico específica da época, Ikey Solomon. Dickens também afirmou que chamando Fagin de "o judeu", ele quis dizer sem imputação contra a fé judaica: "não tenho nenhum sentimento contra aos judeus, mas amigável. Eu sempre falo bem deles, seja em público ou privado, e meu testemunho (como devo fazer) à sua boa fé perfeita em tais encontros como eu já estive com eles".
Em edições posteriores do livro, impressos durante sua vida, Dickens retirou mais de 180 das palavras 'judeu' do texto. Isto ocorreu depois de Dickens vender sua casa em Londres, em 1860, a um banqueiro judeu, James Davis, que opôs-se à ênfase no judaísmo de Fagin no romance. Quando ele vendeu a casa, Dickens supostamente disse a um amigo: "o comprador da Casa de Tavistock é um judeu agiota" e mais tarde respondeu a este rumor: "Devo dizer que o comprador tem se comportado bem, e que eu não posso chamá-lo em qualquer ocasião de agiota, alguém que tem sido tão satisfatório, atencioso e confiante".
Dickens se tornou amigo de Eliza (esposa de Davis), que lhe disse em uma carta em 1863 que os judeus consideram sua interpretação de Fagin um "grande mal" para seu povo. Dickens, em seguida começou a reescrever Oliver Twist, removendo toda a menção de "o judeu" dos últimos 15 capítulos; e mais tarde escreveu em resposta: "Não há nada, mas boa vontade deixada entre mim e uma pessoa por quem tenho uma relação real e para quem eu não iria voluntariamente dizer uma ofensa". Em uma de suas leituras públicas finais em 1869, um ano antes de sua morte, Dickens limpou Fagin de toda a caricatura estereotipada. Um relator contemporâneo observou: "Não há nenhuma entonação nasal; uma inclinação para trás, nenhum ombro a ombro: os atributos convencionais são omitidos".
Em 1865, em Our Mutual Friend, Dickens criou uma série de personagens judeus, sendo o mais importante o Sr. Riah, um judeu idoso que dar empregos para mulheres jovens em fábricas de propriedade de judeus. Uma das duas heroínas, Lizzie Hexam, defende seus empregadores judeus: "O senhor é certamente um judeu, e a senhora, sua esposa, é uma judia, e eu fui levada ao seu conhecimento por um judeu, mas eu acho que não pode haver pessoas mais amáveis no mundo."